# John Vande Velde
John Vande Velde (Chicago, 27 de desembre de 1948) fou un ciclista estatunidenc. Es va especialitzar en el ciclisme en pista. Va participar en els Jocs Olímpics de 1968 i 1972.
El seu fill Christian també s'ha dedicat al ciclisme.
Va participar com a actor en la pel·lícula Primera volada formant part de l'equip Cinzano.

## Palmarès
- 1969
  -  Campió dels Estats Units amateur en Persecució
- 1970
  -  Campió dels Estats Units amateur en Persecució
- 1972
  -  Campió dels Estats Units en Persecució
  -  Campió dels Estats Units amateur en Persecució